# Mashed
Mashed est un jeu vidéo de combat motorisé développé par Supersonic Software, sorti en 2004 sur PlayStation 2, Xbox et Windows. Une version mise à jour avec du contenu supplémentaire est sortie en 2005 sous le nom Mashed: Fully Loaded en Europe, et Drive to Survive sur les autres territoires. 

## Accueil
- Jeuxvideo.com : 13/20 (PS2/XB)[1] - 13/20 (PC)[2]